# Elysius hampsoni
Elysius hampsoni är en fjärilsart som beskrevs av Paul Dognin 1907. Elysius hampsoni ingår i släktet Elysius och familjen björnspinnare. Inga underarter finns listade i Catalogue of Life.